# Maire de New York
Le maire de New York est à la tête de la branche exécutive du gouvernement de la ville de New York.

## Historique
En 1665, Richard Nicolls, le premier gouverneur de la province de New York nomme Thomas Willett comme premier maire de New York. Pendant 156 ans, le maire a été nommé et avait un pouvoir limité. 
Entre 1783 et 1821, le maire est choisi par le Conseil au sein duquel le gouverneur de l'État avait voix prépondérante. 
En 1821, le Conseil qui comprend des membres élus, obtint le pouvoir de choisir le maire. Un amendement à la Constitution de l'État de New York en 1834 prévoit l'élection populaire directe du maire. Le démocrate Cornelius W. Lawrence est élu cette année même.
Tammany Hall, une organisation proche du parti démocrate a joué un rôle majeur dans la politique de New York et dans l'élection des maires depuis Fernando Wood en 1854 jusqu'à l'époque de Robert Wagner (1954-65).

## Le maire et son bureau
Le bureau du maire est situé à l'hôtel de ville de New York (New York City Hall), et exerce ses compétences sur l'ensemble des cinq arrondissements de la ville : Manhattan, Brooklyn, le Bronx, Queens et Staten Island. Il administre tous les services municipaux (departments), la propriété publique, la police et les pompiers, la plupart des organismes publics, et applique toutes les ordonnances de la ville et les lois de l'État de New York.
Le maire nomme un grand nombre de fonctionnaires, y compris les commissaires qui dirigent les différents départements municipaux et ses adjoints. Selon la loi actuelle, le maire ne peut exercer que trois mandats consécutifs de quatre ans (auparavant, la limite était de deux mandats). Toutefois en 2010, lors d'un référendum, la loi fut renversée et la limite est de nouveau de deux mandats.
Le budget supervisé par le bureau du maire est le plus gros budget municipal aux États-Unis avec 50 milliards de dollars par an. La ville emploie 250 000 personnes, dépense environ 15 milliards de dollars pour éduquer plus de 1,1 million d'enfants, prélève 27 milliards de taxes et reçoit 14 milliards de dollars de l'État et du gouvernement fédéral.